# Resolució 1009 del Consell de Seguretat de les Nacions Unides
La Resolució 1009 del Consell de Seguretat de les Nacions Unides fou adoptada per unanimitat el 10 d'agost de 1995. Després de reafirmar totes les resolucions del Consell de Seguretat de les Nacions Unides sobre els conflictes a l'antiga Iugoslàvia, en particular les resolucions 981 (1995), 982 (1995), 990 (1995) i 994 (1995), el Consell va exigir la Govern de Croàcia observar estrictament les resolucions del Consell de Seguretat després d'una ofensiva de l'Exèrcit Croat iniciada el 4 d'agost de 1995.
El Consell va declarar que Croàcia no havia complert els requisits del Consell de Seguretat elaborats abans del mes. Es va expressar preocupació sobre les violacions de l'embargament d'armes i va lamentar que s'haguessin trencat les converses a Ginebra. Es va destacar la importància d'un acord negociat conjuntament amb el reconeixement mutu dels estats a l'antiga Iugoslàvia. L'ofensiva a gran escala que Croàcia va començar contra els serbis ètnics el 4 d'agost augmentava el conflicte i era lamentable. Es va tornar a condemnar la destrucció dels objectius civils, i es va notar que s'havien comès violacions del dret internacional humanitari i que les persones que fugien es trobaven en una situació greu. Els drets de la població sèrbia local havien de ser protegits, alhora que el Consell condemnava la violència contra el personal de les Nacions Unides que va donar lloc a tres morts.
Actuant en virtut del Capítol VII de la Carta de les Nacions Unides, el Consell de Seguretat va exigir que Croàcia posés fi a totes les accions militars immediatament i respectés els drets dels serbis locals, permetent l'accés a la regió pel Comitè Internacional de la Creu Roja i les organitzacions humanitàries, el retorn dels refugiats i persones desplaçades, respectant la situació del personal de les Nacions Unides, i portant a la justícia qualsevol persona responsable dels atacs contra la UNPROFOR. Es va recordar a totes les parts les seves obligacions en virtut de la Resolució 816 (1993) i aspirar a una solució negociada que garantís els drets de totes les comunitats en les converses sota els auspicis de la Conferència internacional sobre l'antiga Iugoslàvia.
Finalment es va demanar al Secretari General Boutros Boutros-Ghali que presentés un informe al Consell dins de tres setmanes després de l'aprovació de la present resolució sobre la seva aplicació i les implicacions de la situació sobre la Operació de les Nacions Unides de Restauració de Confiança a Croàcia. També es considerarien altres mesures per garantir el compliment de la Resolució 1009.